# جين آرث
جين آرث (بالإنجليزية: Jeanne Arth)‏ مواليد 21 يوليو 1935 في سانت باول، هي لاعبة كرة مضرب أمريكية تلعب باليد اليمنى. هي إحدى بطلات الجراند سلام حيث فازت بالبطولة الأمريكية وببطولة ويمبلدون.

## بطولات حققتها
- بطولة ويمبلدون

## النهائيات

### الزوجي
| الحصيلة | السنة | البطولة           | الشريك      | المنافس                     | النتيجة       |
| ------- | ----- | ----------------- | ----------- | --------------------------- | ------------- |
| الفوز   | 1958  | البطولة الأمريكية | دارلين هارد | ألثيا جيبسون ماريا بوينو    | 2–6, 6–3, 6–4 |
| الفوز   | 1959  | ويمبلدون          | دارلين هارد | بيفرلي فليتز كريستين ترومان | 2–6, 6–2, 6–3 |
| الفوز   | 1959  | البطولة الأمريكية | دارلين هارد | ماريا بوينو سالي مور        | 6–2, 6–3      |

## روابط خارجية
- جين آرث على موقع رابطة محترفات التنس (الإنجليزية)
- جين آرث على موقع الاتحاد الدولي لكرة المضرب (الإنجليزية)
- جين آرث على موقع بطولة ويمبلدون (الإنجليزية)
- جين آرث على موقع خلاصة التنس.كوم (الإنجليزية)